# 제3회 미국 작가 조합상
제3회 미국 작가 조합상은 1950년 뛰어난 활동을 보인 영화 작가를 기리기 위해 1951년 2월에 열린 시상식이다. Ambassador Hotel에서 개최되었다.

## 수상 및 후보

### 각본상
- 애니여 총을 잡아라 - 시드니 셸던 수상
- 선셋 대로 - 찰스 브래킷 수상
- 부러진 화살 - 마이클 블랭크포트 수상
- 이브의 모든 것 - 조셉 L. 맨키위즈 수상

### 멜저 상
- 맨 - 칼 포먼 수상